# ليزلي تايلور
ليزلي تايلور (26 يونيو 1894 بأوكلاند في نيوزيلندا - 17 يناير 1977) (بالإنجليزية: Leslie Taylor)‏ هو لاعب كريكت نيوزلندي. لعب مع فريق أوكلاند للكريكت ‏.

## وصلات خارجية
- ليزلي تايلور على موقع إي آس بي آن كريك إنفو (الإنجليزية)